# Памятник жертвам революции и Гражданской войны (Верх-Нейвинский)
Памятник жертвам революции и Гражданской войны — один из памятников в историческом центре посёлка городского типа Верх-Нейвинского Невьянского района Свердловской области России. Расположен на краю Исторического муниципального сквера, напротив здания волостного правления. Изначально был установлен как памятник Александру II.

## Композиция
Памятник жертвам революции и Гражданской войны находится в центре четырёхугольного бетонного сооружения, окружённого фигурными столбами. К памятнику можно подойти со стороны асфальтированной площадки рядом со зданием волостного правления, а также по дорожке верх-нейвинского сквера. Памятник стоит почти в самом северо-восточном углу сквера. Вблизи памятника есть скамейки.

### Памятник
Памятник представляет собой чёрное металлическое сооружение высотой до четырёх метров. Верхушка памятника — чёрный шар с красной лентой, символизирующий мировую социалистическую революцию. Шар лежит на высоком постаменте. В верхней части по бокам постамента прикреплены преимущественно красно-жёлтые советские гербы. Чуть ниже установлены красные таблички с белыми рамками, на которых тем же белым цветом нанесены надписи: «Вечная память погибшим в Гражданской войне в борьбе за власть Советов», а ещё ниже чёрные таблички с фамилиями павших в годы Гражданской войны красноармейцев.
Сам постамент установлен на небольшом каменном крестовидном основании. С четырёх сторон от памятника расположены металлические чёрные стойки с красными шарообразными наконечниками. Между ними к памятнику ведут лестницы с невысокими ступенями.
За памятником лежит сама могильная плита красногвардейцев, убитых в годы войны. На плите нанесены стихи «Реквием» поэта Лиодора Ивановича Пальмина (1841—1891):
Не плачьте над трупами павших борцов,

Погибших с оружьем в руках,

Не пойте над ними надгробных стихов,

Слезой не скверните их прах.

Не нужно ни гимнов, ни слёз мертвецам,

Отдайте им лучший почёт:

Шагайте без страха по мёртвым телам,

Несите их знамя вперёд!

### Могила Александра Васильевича Евдокимова
Если стоять лицом к памятнику и спиной к зданию бывшего волостного правления, справа от памятника находится могила Александра Васильевича Евдокимова (4.11.1895 — 17.10.1956) — верх-нейвинского красногвардейца, первого председателя Ревкома и поселкового Совета. На надгробии лежит чёрная плита с именем красногвардейца, датами рождения и смерти жизни и упоминание вышеперечисленных должностей. По краям могилы установлены железные стойки, соединённые большими цепями и образующие квадрат.

### Памятный знак павшим в Гражданской войне
В 2013 году рядом с памятником жертвам революции и Гражданской войны установлен весьма необычный памятный знак. Если следовать от памятника по пешеходной дорожке сквера в сторону площади Революции, монумент будет слева от дорожки, всего в считанных метрах от памятника жертвам революции и Гражданской войны.
Памятный знак представляет собой лежащий на земле белый шестигранник. Его верхнее и нижнее основания представляют собой прямоугольники, причём плоскость верхнего находится под небольшим углом к плоскости нижнего (к поверхности земли). На верхнем основании установлена чёрная прямоугольная памятная доска, а под ней четыре чёрных металлических цветка. На доске нанесена надпись:
«1918—2013. Вечная слава павшим красноармейцам 1-й Бригады 2-й Уральской дивизии и павшим воинам 2-го Иржи из Подебрад и 3-го Яна Жижки чехословацких полков. Каждый солдат уваженья достоин — русский, мадьяр, словак или чех, Божия милость снисходит на всех!»

## История
Данный памятник ведёт свою историю с 1901 года (по другим данным, с 1911 года). В то время в Российской империи отмечалось 40-летие отмены крепостного права и 20-летняя годовщина смерти русского императора Александра II Николаевича (по версии открытия памятника в 1911 году, 50-летие отмены крепостного права и 30-летие погибели императора). Александр II 19 февраля (3 марта) 1861 подписал Манифест об отмене крепостного права и Положение о крестьянах, выходящих из крепостной зависимости. Управляющий Верх-Нейвинского завода Гавриил Александрович Марков предложил установить памятник Царю-Освободителю в заводском посёлке, и по его инициативе местное волостное правление приняло решение об установке такого сооружения. Памятник представлял собой бюст на постаменте, который был окружён невысокой кованой железной изгородью. Постамент был отлит на Верх-Нейвинском железоделательном заводе, а бюст — на Каслинском заводе. Плиты для лестницы-основания привезли с Попова Острова.
Памятник был открыт в марте 1901 года при большом стечении жителей Верх-Нейвинска, а также представителей волостного правления, управляющего заводом и уездного полицмейстера. Каждый вечер служащий волостного правления зажигал у памятника керосиновые фонари и каждое утро тушил их. Каждый год на керосин выделялось по 186 рублей.
В первозданном виде памятник Александру II просуществовал до 1917 года. После Февральской революции в России, о которой в Верх-Нейвинске узнали в марте 1917 года из газет, в посёлке прекратилось мирное течение жизни и началось деление власти. 1 мая толпа снесла с постамента бюст императора.
Следующий за революционным 1918 год ознаменовался в истории Верх-Нейвинска как время кровавых боёв между красными и белыми. 25 августа 1918 года Верх-Нейвинск заняли части 3-го Яна Жижки и 2-го Иржи стрелковых чехословацких полков, а также казаками Оренбургского войска под командованием полковника Генерального штаба Сергея Николаевича Войцеховского. Местное священство во главе с отцом Иоанном Рубаном при молебном пении вновь установили сохранившийся бюст императора 26 августа.
После взятия Верх-Нейвинска белыми 13 большевиков — членов и комиссаров Ревкома: М. М. Баскова, Д. И. Вашляева, В. С. Векшегонова, Р. Г. Загребаева, П. И. Калиничева, А. О. Козина, С. И. Мартьянова, Я. И. Рыбакова, С. В. Семкина, Ф. Е. Скороходова, Ф. Г. Тююшева, И. М. Чуванова, П. С. Щекалёва — под конвоем повезли в сторону Билимбая. У села Тараскова их убили. После этого несколько дней белые пировали в данном селении, затем вернулись в посёлок и рассказали по секрету родственникам убитых. Похоронили большевиков на месте гибели. Ещё один красногвардеец С. Г. Белов был застрелен на Миниховой горе.
В июле 1919 года Верх-Нейвинск уже окончательно перешёл под контроль красных. Вместе с армией Колчака покинуть посёлок пришлось и священнику Иоанну, который, предположительно, эмигрировал с семьёй во Францию. В Верх-Нейвинске была установлена советская власть, а бюст Александра II снесён окончательно и отправлен на переплавку на завод. После возвращения в посёлок красных тела убитых в августе 1918 года большевиков перезахоронили в центре Верх-Нейвинска.
Ранее, 2 августа 1918 года, Всероссийский центральный исполнительный комитет утвердил Список лиц, коим предложено поставить монументы в г. Москве и других городах РСФСР, представленный в СНК отделом изобразительных искусств Народного Комиссариата по просвещению. Летом 1919 года, после сноса бюста Александра II, поселковым Ревкомом было принято решение установить на постаменте бюст Александра Сергеевича Пушкина. Бюст планировали заказать в Каслях, но в связи с разрухой Каслинский завод отказался от такого заказа.
В январе 1921 года Верх-Нейвинским ревкомом было принято решение установить памятник Третьему Интернационалу. Необходимую для установки сумму денег удалось собрать благодаря верх-нейвинцам.
Позже был изготовлен большой железный шар. Его диаметр составил около полутора метров. На могиле верх-нейвинцев, расстрелянных белыми, была установлена памятная плита. Её изготовили в литейном цехе Верх-Нейвинского завода. Памятник 3-му Интернационалу был открыт 7 ноября 1921 года, в четвёртую годовщину Октябрьской революции.
В середине 1930-х годов возле памятника 3-му Интернационалу был похоронен Виссарион Васильевич Евдокимов — брат Александра Евдокимова, сотрудник рабоче-крестьянской милиции, погибший при исполнении служебных обязанностей. А в 1956 году умер и сам Александр. Ещё при жизни он просил Исполком и партийную организацию Верх-Нейвинска похоронить его рядом с могилой брата и памятником 3-му Интернационалу. Упокоили братьев в одной могиле. Также рядом с памятником установили чугунную плиту, отлитую на Верх-Нейвинском заводе.
Коммунистический интернационал был распущен 15 мая 1943 года. В 1957 году Исполкомом было принято решение обновить памятник. По сторонам постамента установили советские гербы и доски с фамилиями верх-нейвинцев, погибших в боях Гражданской войны и убитых белыми в августе 1918 года. Отныне монумент был назван памятником жертвам революции и Гражданской войны. 7 ноября 1957 года обновлённый памятник был торжественно открыт. Возле памятника октябрят принимали в пионеры. Третьеклассники с красными галстуками вскидывали руки в пионерском салюте и кричали: «Всегда готовы!» Здесь же молодым ребятам рассказывали о революции и Гражданской войне, постройке социализма, героизме верх-нейвинцев в Великой Отечественной войне и восстановлении страны в послевоенные годы. Каждый год 7 ноября, в День Великой Октябрьской социалистической революции, на ступени памятника возлагали красные гвоздики и искусственные цветы.
25 августа 2013 года по инициативе Межмуниципального военно-исторического клуба «Искатель» под руководством Олега Геннадьевича Лобанова рядом с памятником была установлен небольшой памятный знак, увековечивающий одновременно и красных, и белых. Идею поддержали глава городского округа Верх-Нейвинский Елена Сергеевна Плохих и директор филиала «Производство сплавов цветных металлов» АО «Уралэлектромедь» Дмитрий Леонидович Тропников. Чёрная доска на плите-монументе была отлита на заводе Верх-Нейвинска. Из металлических осколков, найденных на местах боёв Гражданской войны, нейво-рудянский кузнец Алексей Живаев выковал искусственные цветы, размещённые под памятной доской. В церемонии открытия приняли участие реконструкторы из клубов других уральских городов: «Два бойца» (г. Ревда), «Горный щит» (г. Екатеринбург) и «Штандарт» (г. Шадринск). В память о всех павших в годы войны был дан ружейный салют. Сам памятный знак был внесён в реестр памятников чехословацким легионерам Чешской республики. После установки памятного знака его было решено освятить. Для этого пригласили отца Михаила (Кидяшова) из храма Воскресения Господня. Священнослужитель обратил внимание, что слово «божия» было написано с маленькой буквы, в связи с чем плиту экстренно переотлили на заводе и заменили на знаке.
22 мая 2019 года посёлок Верх-Нейвинский посетила делегация чешских легионеров — участников клуба памяти Чехословацкого корпуса, потомков белочехов, павших в годы Гражданской войны, а также заместитель директора департамента по мемориалам и работе с ветеранами Министерства обороны Чешской Республики Павел Куглер и военный атташе по авиации Чешской Республики подполковник Гамил Ал-Мадхаги. Поездка была приурочена к 100-летию образования Чехословакии и её вооружённых сил. Состоялась церемония возложения венков к памятному знаку. С кратким приветственным словом к представителям Чешской Республики обратились глава городского округа Е. С. Плохих и руководитель военно-исторического музея «Несокрушимая и легендарная» О. Г. Лобанов. С ответной речью выступили П. Куглер и Г. Ал-Мадхаги. Затем официальные лица со стороны Верх-Нейвинского и Чехии отдали дань памяти верх-нейвинцам, павшим в годы Великой Отечественной войны, после чего продолжили общение уже в неофициальной обстановке.